# Begonia pectennervia
Begonia pectennervia é uma espécie de Begonia, nativa do Equador.